# Seckenhausen
Seckenhausen ist ein östlicher Ortsteil der Gemeinde Stuhr im niedersächsischen Landkreis Diepholz. Der Ort mit rund 3300 Einwohnern liegt an der B 51 und an der B 322.

## Beschreibung
In der zweiten Hälfte des 16. Jahrhunderts scheinen die ersten urkundlich gesicherten Hinweise aufzutreten. Dieses Dorf wurde offenbar aus kleinen Anfängen im Außenbereich von Brinkum gegründet. Fährt man durch Seckenhausen, könnte man meinen, dass sich der Übergang von der Stadt zum Land genau hier vollzieht. Eine geschlossene Bauernsiedlung trifft man nur in der 600 Jahre alten Bauerschaft Wulfhoop an; ansonsten liegen die Höfe vereinzelt in der Landschaft. Dazwischen sind aber einige Wohngebiete entstanden. Neben den Wohngebäuden findet man jedoch entlang der B 322 zwei Gewerbegebiete und zahlreiche Handwerksbetriebe.
Der Ort südlich von Brinkum war vor allem bekannt durch das Luxusautohaus Tamsen, das deutschlandweit reiche Kundschaft in die Gemeinde lockte, seit 2014 jedoch in Hamburg weilt. Darüber hinaus verfügt Seckenhausen über eine Grundschule und ein Gewerbegebiet, in dem auch der größte Sanitär- und Heizungsgroßhandel Deutschlands, Cordes & Graefe, seinen Sitz hat.
Die Martin-Luther-Kirche (Seckenhausen) wurde 1968 gebaut mit Reliefs und Farbwege von Otto Herbert Hajek. Seit 2005 hat sie die größte Photovoltaikanlage auf einem Kirchendach in Norddeutschland.

## Baudenkmale
In der Liste der Baudenkmale in Stuhr sind für Seckenhausen zwei Baudenkmale aufgeführt:
- die Martin-Luther-Kirche von 1968
- das Kriegerdenkmal